# 介護福祉士国家試験
介護福祉士国家試験（かいごふくししこっかしけん）は、厚生労働省の外郭団体、財団法人社会福祉振興・試験センターが実施する、第一次試験と第二次試験からなる国家試験。
介護福祉士は社会福祉士、精神保健福祉士と並ぶ福祉の国家資格（通称：三福祉士）のひとつで、ケアワーカー（主として介護等を業する者）の資格である。

## 概要

### 受験資格
介護福祉士国家試験の受験資格は、次のように法定されている（法40条2項）
1. 学校教育法第九十条第一項の規定により大学に入学することができる者（この号の規定により文部科学大臣及び厚生労働大臣の指定した学校が大学である場合において、当該大学が同条第二項の規定により当該大学に入学させた者を含む。）であつて、文部科学大臣及び厚生労働大臣の指定した学校又は都道府県知事の指定した養成施設において二年以上介護福祉士として必要な知識及び技能を修得したもの
2. 学校教育法に基づく大学において文部科学省令・厚生労働省令で定める社会福祉に関する科目を修めて卒業した者（当該科目を修めて同法に基づく専門職大学の前期課程を修了した者を含む。）その他その者に準ずるものとして厚生労働省令で定める者であつて、文部科学大臣及び厚生労働大臣の指定した学校又は都道府県知事の指定した養成施設において一年以上介護福祉士として必要な知識及び技能を修得したもの
3. 学校教育法第九十条第一項の規定により大学に入学することができる者（この号の厚生労働省令で定める学校が大学である場合において、当該大学が同条第二項の規定により当該大学に入学させた者を含む。）であつて、厚生労働省令で定める学校又は養成所を卒業した後、文部科学大臣及び厚生労働大臣の指定した学校又は都道府県知事の指定した養成施設において一年以上介護福祉士として必要な知識及び技能を修得したもの
4. 学校教育法に基づく高等学校又は中等教育学校であつて文部科学大臣及び厚生労働大臣の指定したものにおいて三年以上（専攻科において二年以上必要な知識及び技能を修得する場合にあつては、二年以上）介護福祉士として必要な知識及び技能を修得した者
5. 三年以上介護等の業務に従事した者であつて、文部科学大臣及び厚生労働大臣の指定した学校又は都道府県知事の指定した養成施設において六月以上介護福祉士として必要な知識及び技能を修得したもの
6. 前各号に掲げる者と同等以上の知識及び技能を有すると認められる者であつて、厚生労働省令で定めるもの

厚生労働省令で定めるものは次のようになっている。（施行規則21条）
1. 学校教育法による高等学校又は中等教育学校であつて文部科学大臣及び厚生労働大臣の指定したものにおいて、社会福祉士介護福祉士学校指定規則（平成二十年／文部科学省／厚生労働省／令第二号）別表第五に定める高等学校等に係る教科目及び単位数を修めて、同法第九十条第二項の規定により大学への入学を認められた者
2. インドネシア人介護福祉士候補者（経済上の連携に関する日本国とインドネシア共和国との間の協定附属書十第一編第六節２の規定に基づき、入国及び一時的な滞在が許可されたインドネシア人をいう。）、フィリピン人介護福祉士候補者（経済上の連携に関する日本国とフィリピン共和国との間の協定附属書八第一部第六節１（ｂ）の規定に基づき、入国及び一時的な滞在が許可されたフィリピン人をいう。）又はベトナム人介護福祉士候補者（平成二十四年四月十八日にベトナム社会主義共和国政府との間で交換が完了した看護師及び介護福祉士の入国及び一時的な滞在に関する書簡１（ｂ）の規定に基づき、入国及び一時的な滞在が許可されたベトナム人をいう。）であつて、三年以上介護等（法第二条第二項に規定する介護等をいう。次条第四項及び第二十三条第二項において同じ。）の業務に従事した者
3. 三年以上介護等の業務に従事した者であつて、次に掲げる課程のいずれかを修了した後、法第四十条第二項第五号に規定する学校又は養成施設において一月以上介護福祉士として必要な知識及び技能を修得したもの
  - イ 法附則第十一条第二項に規定する喀痰かくたん吸引等研修（別表第三第一号の基本研修及び同表第二号の実地研修を除く。）の課程
  - ロ 介護保険法施行規則（平成十一年厚生省令第三十六号）第二十二条の二十三に規定する介護職員初任者研修課程
  - ハ 介護保険法施行規則の一部を改正する省令（平成十八年厚生労働省令第百六号）附則第二条の規定による廃止前の訪問介護員に関する省令（ニ及びホにおいて「旧訪問介護員省令」という。）第一条に規定する一級課程
  - ニ 旧訪問介護員省令第一条に規定する二級課程
  - ホ 旧訪問介護員省令第一条に規定する三級課程
  - ヘ 介護保険法施行規則の一部を改正する省令（平成二十四年厚生労働省令第二十五号）による改正前の介護保険法施行規則第二十二条の二十三第一項に規定する介護職員基礎研修課程
  - ト イからヘまでに掲げる課程に準ずる課程として厚生労働大臣が認める課程

上記の受験資格の詳細は、次のようである。
社会福祉施設等での実務経験3年は、介護職員としての従業日数1095日以上、かつ従事日数540日以上であること、またこのコースの場合、通学のスクーリングまたは通信教育で合計450時間（所持資格による免除あり※前述）の介護福祉士実務者研修を修了しないと、受験できない。
- 老人福祉センターなどで実務経験を積む必要がある。
- 実務経験の詳細については介護サービス事業者の種類を参照のこと。
- 受験の際、会社や施設から発行される実務経験証明書の原本とコピーが必要（勤務先複数の場合、勤務先ごとの発行が必要である。）
- 介護福祉士実務者研修の修了に必要な時間は、資格の有無などによって変わる。
- 無資格者及びホームヘルパー3級所持者は450時間、介護職員初任者研修修了者及びホームヘルパー2級所持者は320時間、ホームヘルパー1級所持者は95時間、介護職員基礎研修修了者は50時間となる。
- この研修を修了した者は介護福祉士国家試験の実技試験は免除され、学科のみの受験となる。
- 『介護サービスの基盤強化のための介護保険法等の一部を改正する法律』[1]による『社会福祉士及び介護福祉士法』改正のため、2016年度（平成28年度、第29回）国家試験から厚生労働大臣が指定する養成施設を修了し名簿登録する取得方法が廃止された。これにより、実務経験3年の者は介護福祉士実務者研修受講が義務づけられている。

いずれのコースにおいても介護福祉士国家試験に合格し他の地登録名簿に登録する（介護福祉士国家試験は合格基準が問題の総得点の60%程度を基準〈絶対評価〉としている）必要がある。
- 介護福祉士資格取得を希望する全ての者は、実技試験免除事項はあるもののマークシート形式の筆記試験を必ず受験しなければならない。[注釈 1]。

実務経験に数えられないもの
1. 社会福祉施設の
  - 生活支援員（生活指導員）、生活相談員などの相談援助業務を担当する者（障害者自立支援法関係の施設・事業において業務分掌上介護等の業務を行なうことが明記された、主たる業務が介護などの業務である者を除く）
  - 児童指導員（保育士として入所者の保護に直接従事した後児童指導員となり、その後も引き続き同じ内容の業務に従事している者を除く）
  - 心理指導担当職員、作業指導員、職業指導員

2. 社会福祉施設や病院・診療所の
  - 医師、看護師、准看護師
  - 理学療法士、作業療法士、言語聴覚士などの機能訓練担当職員（当該業務を補助する者を含む）
  - 介護支援専門員、調理員、栄養士、事務員、運転手、計画作成担当者など

3. 法人の代表者、施設長、所長など代表者（ただし、代表者が介護等の業務に従事している場合は、その期間と日数が対象になる）

### 介護福祉士養成施設の教育内容
科目

| - 人間の尊厳と自立 - 人間関係とコミュニケーション - 社会の理解 - 人間と社会に関する選択科目 - 介護の基本 - コミュニケーション技術 - 生活支援技術 - 介護過程 | - 介護総合演習 - 介護実習 - 発達と老化の理解 - 認知症の理解 - 障害の理解 - こころとからだのしくみ - 医療的ケア |

### 第一次試験・第二次試験
介護福祉士国家試験は、第一次試験（筆記試験）、第二次試験（実技試験）からなる。
第一次試験は1月下旬、北海道、青森県、岩手県、宮城県、秋田県、埼玉県、千葉県、東京都、神奈川県、新潟県、石川県、岐阜県、静岡県、愛知県、京都府、大阪府、兵庫県、島根県、岡山県、広島県、香川県、愛媛県、高知県、福岡県、長崎県、熊本県、大分県、宮崎県、鹿児島県、沖縄県の30か所、第二次試験は3月上旬に東京都、大阪府の2か所で行われる。ただし、現在では、実技試験が必要な場合は、福祉系高校を平成20年以前に入学した者又はEPAルートの者で介護研修等を受けていない場合のみである。

### 試験科目
- 2017年（平成29年度）に行われた第29回より「医療的ケア」が出題科目に追加された。
- 2022年 (令和4年度)に行われる第35回より筆記試験科目の時間割に変更がある。

第一次試験　筆記試験（4領域＋総合問題/全125問を午前と午後に分かれて回答する。制限時間は合計220分）
人間と社会
1. 人間の尊厳と自立
2. 人間関係とコミュニケーション
3. 社会の理解

介護
1. 介護の基本
2. コミュニケーション技術
3. 生活支援技術
4. 介護過程

こころとからだのしくみ
1. 発達と老化の理解
2. 認知症の理解
3. 障害の理解
4. こころとからだのしくみ

医療的ケア
1. 医療的ケア

総合問題
1. 総合問題
  - 4領域の知識・技術について横断的に問う問題を事例形式で出題。

第二次試験　実技試験
介護等に関する専門的技能
- 試験開始前に介助内容の書かれた紙が渡され、それに従って介助を行う。制限時間は5分。
- 介護技術講習会修了者及び介護福祉士実務者研修修了者は免除。(介護技術講習会は既に終了している）

### 合格基準
第一次試験、第二次試験とも、一定の合格基準が設定されている。
- 第一次試験である筆記試験の合格基準は以下の通り。
  1. 問題の総得点の60%程度を基準として、問題の難易度で補正した点数以上の得点の者。 
  2.  1.を満たした者のうち、以下の「11科目群」すべてにおいて1点以上の得点があった者。
    1. 人間の尊厳と自立・介護の基本[注釈 3]
    2. 人間関係とコミュニケーション・コミュニケーション技術[注釈 3]
    3. 社会の理解
    4. 生活支援技術
    5. 介護過程
    6. 発達と老化の理解
    7. 認知症の理解
    8. 障害の理解
    9. こころとからだのしくみ
    10. 医療的ケア
    11. 総合問題
- 第二次試験である実技試験の合格基準は以下の通り。
  1. 課題の総得点の60%程度を基準として、課題の難易度で補正した点数以上の得点の者を実技試験の合格者とする。

試験結果については、例年3月末に、社会福祉振興・試験センターホームページにて合格者の受験番号の発表があり、同時に受験者に対し、郵送で合格・不合格通知が発送される。(
尚、第二次試験（実技試験）受験者に対しては、第一次試験（筆記試験）後その合否が記された、第二次試験受験票が郵送される）。
2012年（平成24年）に行われた第24回の合格率は、63.9%と最も高いものとなった。

## 受験機会の拡大を行うよう総務省が斡旋
現在、介護福祉士国家試験の実施は年1回である。これに対し、総務省行政評価局が、「介護福祉士の確保・育成を推進する観点から、介護福祉士国家試験について、試験の実施回数や試験実施都道府県数を増やすなど受験機会の拡大について検討することが必要」（2007年8月6日「介護福祉士国家試験の受験機会の拡大」）との内容を厚生労働省に対し斡旋した。
この総務省の斡旋に対し厚生労働省は、筆記試験の試験地は、平成19年に埼玉県、千葉県、神奈川県、新潟県、京都府、兵庫県、岡山県、平成21年に岩手県、岐阜県、愛媛県、熊本県、平成24年に静岡県、高知県、長崎県、大分県が追加され、平成25年から秋田県、宮崎県の2県を追加するものの、試験回数については、未だに改善が行われず、総務省の斡旋は放置（事実上無視）された状態となっている。